# Sant Jordi lluitant contra el drac (Moreau)
El quadre Sant Jordi i el drac, és una obra d'estil simbolista del segle xix. Pintada pel simbolista francès de Gustave Moreau al 1880. Aquesta representa un dels episodis més coneguts de la llegenda de Sant Jordi, el moment en el què el cavaller derrota al drac per salvar a una donzella i al seu poble.

## Descripció
Es tracta d'una obra pintada amb varies tècniques, principalment aquarel·la i gouache, aquesta és una tècnica opaca. Ja que aquest pintor era simbolista, es mostra en l'obra tot tipus d'elements simbòlics i decoració, a més de les textures i composicions carregades, com l'ús de les línes i colors per crear una sensació irreal.  Ell combina l'estètica inspirada en l'Orient, el detallisme i una atmosfera onírica.
Moreau va pintar aquesta obra ja que li interessaven molt els temes místics i religiosos, com el de Sant Jordi. A més no volia mostrar sols una lluita física, sinó també el simbolisme darrere del combat. Amb el seu estil ple de detalls i fantasia, buscava fer una obra més espiritual que realista, el que ens fa imaginar i reflexionar.
La figura de Sant Jordi apareix vestida amb una armadura molt ornamentada, sembla fantàstica, i es mostra en una postura tranquila i rígida, més espiritual que violenta. El drac per contra, no ocupa tant protagonisme com en altres representacions d'aquesta escena. Moreau va ficar el focus visual en la serietat del cavaller i en l'escena.
Els colors són rics i daurats, el ambient és més per a la reflexió que per la lluita.
Aquest quadre el podem trobar en la National Gallery de Londres. A més hi ha una versió d'aquesta pintura en grans dimensions (3,58m x 1,4m), aquesta es conserva en el Museu Gustave Moreau de París.

## Autor
El pintor simbolista Gustave Moreau, format en el Romanticisme i un coneixement dels pintors italians del Renaiximent, va desenvolupar un estil personal amb el que es va anticipar al simbolisme francès de finals del segle xix.
Va viure des de 1816 fins 1898, en París, França. Sent un dels principals exponents del simbolisme pictòric francès.
Les es seves primeres obres van lligades al Romanticisme de Delaroix i Chassériau. Ell es va interessar en la mitologia, les llegendes religioses i la literatura clàssica. Va pintar nombroces escenes històriques i simbòliques amb un estil  molt personal, allunyat del realisme i naturalisme de la seva època. El seu interés per l'ornamentació i el detall municiós el distingeix d'altres artistes que vi an tractar aquest tema.

## Impacte
El quadre de Sant Jordi i el drac de Gustave Moreau ofereix una visió simbòlica i espiritual del mite, allunyant-se de les representacions tradicionals. Moreau presenta un Sant Jordi tranquil i reflexiu, i transforma al drac representen els mals i els problemes. L'obra té un estil molt detallat influït per l'art romà d'Orient i oriental. Es concentra més en la bellesa i el significat profund que en l'acció, com en els altres quadres que representen aquesta escena. Aquesta pintura va influir a molts artistes i va ajudar a canviar l'art cap a un estil més subjectiu i emocional.

## Versions
Aquesta obra va ser pintada moltes vegades i per molts artistes diferents al llarg de la història, amb interpretacions molt diverses segons l'estil i el context històric, per exemple:
Rafael Sanzio, 1506, representa la lluita renaixentista, amb una proporció ideal i una narrativa clara. El cavaller és jove i elegant. La pintura destaca pel dinanisme de l'època.
Un altre autor d'aquesta escena va ser Rubens, al segle XVII, oferint una escena d'acció dramàtica. Amb un Sant Jordi amb moviment i un drac més ferotge. El Barroc de Rubens transmet força i passió.
Tintoretto, un altre representant d'aquesta escena, aquest quadre és més fosca, on el moviment i el drama es veuen a simple vista.
Uccuello, també va representar aquest quadre, amb el seu estil renaixentista, fa ús de la perspectiva lineal i geomètrica.
Delacroix també va ser un altre pintor d'aquesta escena, ell pertany a l'estil del Romanticisme, caracteritzat pel color i ressaltant a l'heroi, en aquest cas, Sant Jordi.